# Banchus flavescens
Banchus flavescens là một loài tò vò trong họ Ichneumonidae.